# Taśma filmowa Super 35

Porównanie powierzchni klatek filmowych standardu Super 35 (w formacie 2,39) i panoramicznych CinemaScope i Techniscope

Super 35 (początkowo znany pod nazwą Superscope 235) – format obrazu filmowego wykorzystujący ten sam standardowy materiał światłoczuły 35 mm, ale o większej powierzchni klatki uzyskanej dzięki rezygnacji z optycznej ścieżki dźwięku analogowego. 
Super 35 wywodzi się od jednej z wersji formatu panoramicznego SuperScope określonej specyfikacją Superscope 235 i opracowanej w 1954 przez wytwórnię Tushinsky Brothers dla RKO Radio Pictures. W przeciwieństwie do większości standardów filmu panoramicznego Super 35 wykorzystuje optykę sferyczną, a nie dużo droższą i cięższą anamorficzną. W 1982 Joe Dunton, autor zdjęć do brytyjskiego filmu dokumentalnego Dance Craze wykorzystał po raz pierwszy ten standard filmowy bazujący na Superscope, ale o klatkach bez zapisu dźwięku (tak jak w filmie niemym) i nieznacznie przesuniętą ku górze osią optyczną obrazu. Dwie powyższe cechy stanowią główny wyróżnik standardu Super 35. Pierwszym filmem hollywoodzkim nakręconym z wykorzystaniem tego standardu oznaczonego nazwą Super Techniscope była Greystoke: Legenda Tarzana, władcy małp z 1984 roku. W połowie lat 90., wraz z upowszechnieniem się standardu, wypożyczalnie sprzętu i laboratoria filmowe zaczęły nazywać go nowym mianem Super 35. Obecnie format ten jest wszechobecny, a z jego wykorzystaniem nakręcono tysiące filmów. Super 35 jest wykorzystywany również do zapisu programów telewizyjnych, wideoklipów i reklam, ponieważ żaden z tych materiałów nie jest przeznaczony do dystrybucji, dlatego możliwa jest rezygnacja z optycznego zapisu ścieżki dźwiękowej. James Cameron był pierwszym reżyserem, który zaczął kręcić filmy wyłącznie na taśmach standardu Super 35, wykorzystując go najpierw w filmie Głębia (The Abyss). W filmie Tony'ego Scotta Top Gun wykorzystano po raz pierwszy ujęcia z dość ciasnej kabiny myśliwca dzięki zastosowaniu kamer Super 35 mm, lżejszych i mniejszych niż dotychczas wykorzystywane urządzenia z optyka anamorficzną.
Super 35 jest tylko formatem produkcyjnym i materiał nagrany na taśmach tego typu nigdy nie trafia do dystrybucji. Film zarejestrowany na taśmach Super 35 jest przetwarzany w procesie postprodukcji przy pomocy optycznych konwerterów lub cyfrowo do pożądanego formatu kopii dystrybucyjnej. Czasami korzysta się z tego, że wysokość klatki Super 35 jest mniejsza niż w większości standardów i mieści się w trzech otworach perforacji, co umożliwia produkcję kopii na taśmach z potrójną perforacją i zaoszczędzenie o 33% materiału.
Przy wykorzystaniu standardowej poczwórnej perforacji wymiary klatki taśmy Super 35 wynoszą 24,89 mm × 18,66 mm (0,980 cala × 0,735 cala). Dla porównania format akademii dla standardowej taśmy 35 mm wykorzystuje klatkę o wymiarach 21,95 mm × 16,00 mm (0,864 cala × 0,630 cala), która ma o 32% mniejszą powierzchnię niż Super 35. Klatki filmowe zapisywane na taśmach Super 35 mają praktycznie te same wymiary, co klatki filmów niemych z początku epoki kinematografii zanim wprowadzono zabierający miejsce optyczny zapis ścieżki dźwiękowej.
Standard Super 35 konkuruje z filmami nagrywanymi na taśmach 35 mm z wykorzystaniem optyki anamorficznej. Zwolennicy standardu Super 35 promują go ze względu na mniejsze koszty i dużą uniwersalność, z kolei jego przeciwnicy twierdzą, że przy materiale o formacie 2,39:1 zbyt duża powierzchnia klatki jest tracona.
Technologia Super 35 wykorzystuje optykę sferyczną, znacznie lżejszą, jaśniejszą i tańszą, co ma duże znaczenie zwłaszcza w produkcjach niskobudżetowych, oraz zapewnia większy wybór obiektywów o różnych ogniskowych. Ponadto materiał w Super 35 posiada bardzo dobrą jakość i może być konwertowany na wiele innych formatów filmowych, o różnych proporcjach obrazu, włącznie z przeniesieniem na taśmy o większych szerokościach. Oznacza to, że dostarczany do kin materiał ma większe klatki niż ostatecznie wyświetlany obraz, co pozwala już w procesie produkcji w pewien sposób zabezpieczyć film przed późniejszą konwersją na inne standardy.
Teoretycznie kopia filmowa w formacie 2,39:1 zrealizowana na materiale Super 35 powinna mieć odrobinę gorszą jakość w porównaniu do kopii produkowanej bezpośrednio w formacie anamorficznym ponieważ część nagranego na Super 35 jest tracona przy konwersji do kopii dystrybucyjnej. Strata obrazu u góry i u dołu jest częściowo równoważona szerszą klatką, pozbawioną ścieżki dźwiękowej, a ponadto przy zapisie na taśmie z poczwórną perforacją, możliwe jest wyświetlanie kopii jako filmu pełnoekranowego 1,33:1 jak i panoramicznego, dzięki wyżej wspomnianemu zabezpieczeniu, zwłaszcza filmów bez efektów specjalnych. Standard Super 35 jest wciąż popularny w zastosowaniach telewizyjnych jako medium, które nie jest przeznaczone do wyświetlania a jedynie zapisu obrazu. Stosuje się głównie taśmy z potrójną perforacją, ponieważ posiadają one natywny rozmiar 1,78:1 czyli 16:9, wykorzystywany w telewizji panoramicznej.